# بیسوویتسه
بیسوویتسه (به لهستانی:  Biesowice) یک روستا در لهستان است که در گمینا کنپیتسه واقع شده‌است. بیسوویتسه ۹۵۰ نفر جمعیت دارد.